# Querévalo
Querévalo est un corregimiento situé dans le district d'Alanje, province de Chiriquí, au Panama. En 2010, la localité comptait 1 751 habitants.